# Teiu (okręg Dolj)
Teiu – wieś w Rumunii, w okręgu Dolj, w gminie Orodel. W 2011 roku liczyła 266 mieszkańców.